# Babe (együttes)
A Babe egy holland női poptrió, amely 1979 és 1986 között volt népszerű főleg Hollandiában és az NSZK-ban. Az együttes 1982-ben Budapesten is fellépett az újonnan átadott Budapest Sportcsarnok megnyitása alkalmából rendezett diszkógálán Afric Simone és a Vulcano társaságában.

## Tagok
- Rita Van Rooij
- Monique Hagemeyer (1980-ig)
- Gemma van Eck (1982-ig)
- Margot van der Ven (1980-tól)
- Marga Bult (1982-től)

## Karriertörténet
Az 1970-es években az európai popzenében nagyon népszerűek voltak a női együttesek, különösen trió felállásban: az ugyancsak holland Luv’ mellett a nyugatnémet Silver Convention és az Arabesque, a francia Belle Epoque, vagy a későbbiek közül az À La Carte és a The Flirts nevét érdemes megemlíteni. A Babe felállása a sikeresnek bizonyult receptet követte: három dekoratív, kellemes hangú énekesnő, akik jól mozognak, s fülbemászó slágereket énekelnek. Ez utóbbiakat Peter Koelewijn írta, ő egyengette a lányok pályafutását is. Első kislemezük Please Me Please Do címmel jelent meg még 1979-ben, de az igazi népszerűséget a következő kislemez, a Never Listen to a Bouzouki Player hozta meg a számukra. A görögös hangvételű vidám dalt annak idején a Magyar Rádió is sokat játszotta. 1980-ban a régi angol népdal, a The Drunken Sailor (A részeg tengerész) diszkóváltozatával arattak újabb jelentős sikert. Ugyanebben az évben tagcserére került sor: Monique Hagemeyer távozott az együttesből, és Irene nevű barátnőjével megalapította a rövid életű Bick & Kinny duót. Monique helyére Margot van der Ven érkezett. 1981-ben az I'm a Rocking Machine című Babe-felvétel lett népszerű Európában. A következő évben újabb tagcserére került sor: Gemma van Ecket Marga Bult váltotta fel, aki a Tulip nevű duóból érkezett a Babe-hez. (Bizonyos netes források szerint erre a tagcserére már 1981-ben sor került.) 1982-ben az Indian Habits című kislemezükkel kerültek fel a toplistára. Noha 1980-ban, 1981-ben és 1983-ban is adtak ki nagylemezeket, inkább a kislemezeik voltak népszerűek. 1984-ben a Dolly the Doll című dalukkal szerepeltek utoljára a slágerlistákon. A '80-as évek közepére már alaposan megváltozott az európai könnyűzenei divat, s a Babe által képviselt hangzás kiment a divatból. Az együttes 1986-ban feloszlott. Marga a következő évben a Rechtop in de wind című dallal Hollandia képviseletében indult az Eurovíziós Dalfesztiválon, ahol ötödik helyezést ért el.

## Ismertebb lemezeik

### Albumok
- 1980 – Babe
- 1981 – Blitzers
- 1983 – Shop Around

### Kislemezek
- 1979 – Never Listen to a Bouzouki Player
- 1979 – Please Me Please Do / The King Is Back
- 1979 – Wonderboy / Billy the Kid
- 1980 – My Malaysia / Billy Joe
- 1980 – Ooh Lala I'm Falling / L.O.V.E.
- 1980 – The Drunken Sailor / The Spanish Shuffle
- 1980 – The Kiss / Tigers Play Too Rough for You
- 1981 – I'm a Rocking Machine / Victory
- 1981 – Mister Blitzer / Kicks After Six
- 1981 – Tick a Tumps My Heart / Watch Out for the Big Jump
- 1982 – Indian Habits / One Touch Too Much
- 1982 – Together In Love Again / S.O.S., Throw Me a Line
- 1983 – Explosive / Shocking
- 1983 – Shop Around / Boomerang
- 1984 – Dolly the Doll / Last Kiss, First Tears
- 1984 – Minnie the Moocher / Daddy Was a Rocker
- 1984 – Tommy (Is a Winner) / Butter and Cheese
- 1984 – Wanna Do (What Mamma Said) / Again and Again
- 1985 – Hot Shot / The Garden Party
- 1985 – Tell Him / I Got You Under My Skin
- 1989 – 4 Gouden Hits

## Slágerlistás helyezések Hollandiában
- Please Me Please Do

1979. május 5-étől 5. hétig. Legmagasabb pozíció: 21. hely
- Never Listen to a Bouzouki Player

1979. augusztus 11-étől 7. hétig. Legmagasabb pozíció: 15. hely
- Ooh Lala I'm Falling

1980. április 12-étől 6. hétig. Legmagasabb pozíció: 21. hely
- The Drunken Sailor

1980. június 14-étől 8. hétig. Legmagasabb pozíció: 15. hely
- The Kiss

1980. október 4-étől 7. hétig. Legmagasabb pozíció: 13. hely
- My Malaysia

1980. december 6-ától 4. hétig. Legmagasabb pozíció: 22. hely
- Mister Blitzer

1981. március 21-étől 4. hétig. Legmagasabb pozíció: 22. hely
- Tick a Tumps My Heart

1981. július 18-ától 6. hétig. Legmagasabb pozíció: 16. hely
- I'm a Rocking Machine

1981. december 12-étől 5. hétig. Legmagasabb pozíció: 19. hely
- Indian habits

1982. április 24-étől 6. hétig. Legmagasabb pozíció: 20. hely
- Together In Love Again

1982. október 9-étől 6. hétig. Legmagasabb pozíció: 13. hely
- Explosive

1983. május 14-étől 3. hétig. Legmagasabb pozíció: 35. hely
- Shop Around

1983. október 1-jétől 5. hétig. Legmagasabb pozíció: 22. hely
- Dolly the Doll

1984. január 21-étől 5. hétig. Legmagasabb pozíció: 14. hely

### Videók
- Never Listen to a Bouzouki Player. YouTube
- The Drunken Sailor. YouTube
- Explosive. YouTube
- Shop Around. YouTube
- Dolly the Doll. YouTube